# Holdampf Gergő
Holdampf Gergő (Sopron, 1994. július 31. –) magyar labdarúgó, középpályás, a DVTK játékosa.

## Pályafutása

### Klubcsapatokban
Labdarúgó-pályafutását szülővárosában kezdte az SC Sopron csapatában. Utánpótlás játékosként megfordult még Zalaegerszegen, majd 2012 nyarán az Újpest igazolta le. 2012 decemberében egy Ligakupa mérkőzésen az első csapatban is pályára lépett a Diósgyőri VTK ellen. 2013 januárjában a Chemnitzer FC U19-es csapata igazolta le, a Bundesliga Junior A bajnokságban szerepelt, a csapat alapembere volt, majd a bajnokság befejeztével a 3. ligás Chemnitz 2. csapatában is játszott 2013 júliusáig. A 2013–2014-es szezont a másodosztályban, a Zalaegerszegnél töltötte, ahol 17 bajnokin egy gólt szerzett és az U20-as utánpótlás válogatottban is bemutatkozott Moldova ellen, egy 6:0-ra megnyert mérkőzésen.2014 nyarán az Újpest FC-ben kezdte profi pályafutását, 2015 márciusában a Soproni VSE vette kölcsön az idény hátralevő részére.
2016 nyarán igazolt a másodosztályú Nyíregyháza Spartacushoz. Két idényt töltött a szabolcsi együttesnél, ahol 61 tétmérkőzésen lépett pályára. 2018 nyarán a Budapest Honvéd szerződtette itt mutatkozott be az első osztályban.
2019 januárjában igazolt az NB I-es bentmaradásért küzdő Haladáshoz, ahol 3 és fél évet töltött, előbb az első majd a másodosztályban, 109 (101 bajnoki és 8 kupa) mérkőzést játszva.
2022 júliusában igazolt a DVTK csapatához.

## Sikerei, díjai
Diósgyőri VTK
- NB II bajnok: 2022–23